# 莫立之
莫立之（1450年—？），字斯立，浙江杭州府錢塘縣人，民籍，明朝政治人物。

## 生平
浙江鄉試第八名舉人，成化十七年（1481年）中式辛丑科會試第二百十名，三甲第一百六十名進士。授分宜縣知縣，升監察御史，出為四川按察司副使。

## 家族
曾祖莫惟一；祖父莫如德；父莫璋，母宋氏。具慶下。